# 八齿山鼠
八齿山鼠（学名：Octodontomys gliroides）是啮齿目八齿鼠科中的一种，广泛分布于智利、玻利维亚和阿根廷的安第斯山地区。善于在攀登，洞穴较浅，以仙人掌类植物为食。